# Lill-Tjulträsket
Lill-Tjulträsket är en sjö i Sorsele kommun i Lappland och ingår i Umeälvens huvudavrinningsområde. Sjön har en area på 0,647 kvadratkilometer och ligger 533 meter över havet. Lill-Tjulträsket ligger i Vindelfjällen Natura 2000-område. Sjön avvattnas av vattendraget Tjulån (Servejukke).

## Delavrinningsområde
Lill-Tjulträsket ingår i det delavrinningsområde (732004-150392) som SMHI kallar för Utloppet av Lill-Tjulträsket. Medelhöjden är 692 meter över havet och ytan är 9,27 kvadratkilometer. Räknas de 17 avrinningsområdena uppströms in blir den ackumulerade arean 219,8 kvadratkilometer. Tjulån (Servejukke) som avvattnar avrinningsområdet har biflödesordning 3, vilket innebär att vattnet flödar genom totalt 3 vattendrag innan det når havet efter 419 kilometer. Avrinningsområdet består mestadels av skog (55 procent) och kalfjäll (38 procent). Avrinningsområdet har 0,65 kvadratkilometer vattenytor vilket ger det en sjöprocent på 7 procent.